# Takuo Kodžima
Takuo Kodžima (jap. 小島卓雄) je japonský astronom. Je objevitelem více planetek.
Objekt 3644 Kojitaku je po něm pojmenovaný. Pravidelně též píše sloupek pro astronomický časopis Gekkan Temmon s názvem "Comet Observers Guide".